# Niko Kranjčar
Niko Kranjčar (wym. [nǐːkɔ krâɲt͡ʃaːr]; ur. 13 sierpnia 1984 w Zagrzebiu) – chorwacki piłkarz występujący na pozycji pomocnika w szkockim klubie Rangers. Były reprezentant Chorwacji. Syn Zlatko Kranjčara.

## Kariera piłkarska

### Kariera klubowa
Wychowanek klubu Dinamo Zagrzeb. Kranjčar długo grał w zespole Dinama, także jako kapitan drużyny, ale na początku 2005 roku, po konflikcie z zarządem klubu, przeniósł się do drużyny rywala Hajduka Split. Jego transfer odbił się szerokim echem w środowisku piłkarskim Chorwacji. Na kilka godzin przed zamknięciem letniego okna transferowego 2006 r. podpisał 4-letni kontrakt z angielskim Portsmouth FC.
Został wybrany (obok takich zawodników jak Lionel Messi, Lukas Podolski i Muntari) przez eurosport.com na najbardziej obiecującego strzelca Mistrzostw Świata w 2006 r. Jego ojciec Zlatko Kranjčar był trenerem narodowej reprezentacji Chorwacji, jednak po słabym występie reprezentacji na Mundialu 2006 w Niemczech został zwolniony.
We wrześniu 2009 roku przeniósł się do Tottenham Hotspur za kwotę 2 milionów. W czerwcu 2012 roku za 7 mln euro przeszedł do Dynama Kijów. 2 września 2013 został wypożyczony do Queens Park Rangers F.C.. W sierpniu 2015 powrócił do Dynama Kijów. W styczniu 2016 za obopólną zgodą kontrakt z Dynamem został anulowany. W marcu 2016 trafił do New York Cosmos.

### Kariera reprezentacyjna
Zanim Kranjčar został powołany do narodowej reprezentacji Chorwacji występował w drużynach młodzieżowych, ostatnio w drużynie zawodników do 21
lat.